# Eilema hyrcana
Eilema hyrcana là một loài bướm đêm thuộc phân họ Arctiinae, họ Erebidae.